# Адам Яношик
Адам Яношик (словац. Adam Jánošík, нар. 7 вересня 1992, Списька Нова Весь) — словацький хокеїст, захисник клубу ЧЕ «Млада Болеслав». Гравець збірної команди Словаччини.

## Ігрова кар'єра
Хокейну кар'єру розпочав 2008 року виступами за команду «Білі Тигржи».
2010 року був обраний на драфті НХЛ під 72-м загальним номером командою «Тампа-Бей Лайтнінг».
На юніорському рівні три сезони відіграв за канадську команду «Гатіно Олімпікс».
У сезоні 2012–13 років дебютував в основному складі «Білі Тигржи». Сезон 2014–15 Адам провів у словацькому клубі «Кошице», згодом сезон відіграв за «Пірати» (Хомутов) після чого повернувся до рідної команди «Білі Тигржи».
18 червня 2018 року захисник підписав однорічний контракт із словацьким клубом КХЛ «Слован» (Братислава).
Згодом захищав кольори професійних команд «Літвінов», «Пльзень» та «Оскарсгамн». Наразі ж грає за клуб ЧЕ «Млада Болеслав».
Був гравцем молодіжної збірної Словаччини, у складі якої брав участь у 18 іграх. Гравець національної збірної Словаччини.

## Нагороди та досягнення
- Чемпіон Словаччини в складі «Кошице» — 2015.

## Статистика

### Клубні виступи
| Сезон        | Клуб                  | Ліга         | Регулярний сезон | Регулярний сезон | Регулярний сезон | Регулярний сезон | Регулярний сезон | Плей-оф | Плей-оф | Плей-оф | Плей-оф | Плей-оф |
| Сезон        | Клуб                  | Ліга         | І                | Г                | П                | О                | ШХ               | І       | Г       | П       | О       | ШХ      |
| ------------ | --------------------- | ------------ | ---------------- | ---------------- | ---------------- | ---------------- | ---------------- | ------- | ------- | ------- | ------- | ------- |
| 2008–09      | «Білі Тигржи»         | ЧЕ-Юн.       | 22               | 1                | 8                | 9                | 12               | —       | —       | —       | —       | —       |
| 2009–10      | «Гатіно Олімпікс»     | ГЮХЛК        | 63               | 9                | 26               | 35               | 45               | 10      | 5       | 2       | 7       | 4       |
| 2010–11      | «Гатіно Олімпікс»     | ГЮХЛК        | 60               | 7                | 25               | 32               | 37               | 24      | 5       | 4       | 9       | 12      |
| 2011–12      | «Гатіно Олімпікс»     | ГЮХЛК        | 51               | 6                | 26               | 32               | 55               | 4       | 1       | 2       | 3       | 10      |
| 2012–13      | «Білі Тигржи»         | ЧЕ           | 34               | 0                | 2                | 2                | 28               | —       | —       | —       | —       | —       |
| 2012–13      | «Бенатки-над-Їзероу»  | Чехія 1      | 21               | 4                | 5                | 9                | 33               | —       | —       | —       | —       | —       |
| 2013–14      | «Білі Тигржи»         | ЧЕ           | 5                | 0                | 0                | 0                | 2                | —       | —       | —       | —       | —       |
| 2013–14      | «Бенатки-над-Їзероу»  | Чехія 1      | 27               | 3                | 4                | 7                | 10               | 6       | 0       | 1       | 1       | 4       |
| 2014–15      | «Кошице»              | СЕ           | 56               | 7                | 13               | 20               | 63               | 17      | 3       | 4       | 7       | 14      |
| 2015–16      | «Пірати» (Хомутов)    | ЧЕ           | 40               | 2                | 12               | 14               | 26               | 2       | 1       | 1       | 2       | 6       |
| 2016–17      | «Білі Тигржи»         | ЧЕ           | 42               | 4                | 5                | 9                | 32               | 16      | 0       | 2       | 2       | 16      |
| 2017–18      | «Білі Тигржи»         | ЧЕ           | 52               | 6                | 5                | 11               | 58               | 10      | 0       | 3       | 3       | 2       |
| 2018–19      | «Слован» (Братислава) | КХЛ          | 56               | 1                | 4                | 5                | 32               | —       | —       | —       | —       | —       |
| 2019–20      | «Літвінов»            | ЧЕ           | 37               | 5                | 7                | 12               | 22               | —       | —       | —       | —       | —       |
| 2019–20      | «Пльзень»             | ЧЕ           | 15               | 2                | 3                | 5                | 28               | —       | —       | —       | —       | —       |
| 2020–21      | «Оскарсгамн»          | ШХЛ          | 48               | 1                | 6                | 7                | 45               | —       | —       | —       | —       | —       |
| 2021–22      | «Млада Болеслав»      | ЧЕ           | 49               | 5                | 1                | 6                | 45               | 14      | 0       | 3       | 3       | 2       |
| 2022–23      | «Млада Болеслав»      | ЧЕ           | 43               | 2                | 5                | 7                | 32               | 4       | 0       | 0       | 0       | 2       |
| 2023–24      | «Млада Болеслав»      | ЧЕ           | 46               | 1                | 0                | 1                | 20               | —       | —       | —       | —       | —       |
| Усього в ШХЛ | Усього в ШХЛ          | Усього в ШХЛ | 48               | 1                | 6                | 7                | 45               | —       | —       | —       | —       | —       |
| Усього в ЧЕ  | Усього в ЧЕ           | Усього в ЧЕ  | 363              | 27               | 40               | 67               | 293              | 46      | 1       | 9       | 10      | 28      |

### Збірна
| Рік                | Команда            | Турнір             | Місце              | І  | Г | П  | О  | ШХ |
| ------------------ | ------------------ | ------------------ | ------------------ | -- | - | -- | -- | -- |
| 2009               | Словаччина         | ЮЧС18              | 7-е                | 6  | 1 | 4  | 5  | 2  |
| 2011               | Словаччина         | МЧС                | 8-е                | 6  | 0 | 5  | 5  | 2  |
| 2012               | Словаччина         | МЧС                | 6-е                | 6  | 0 | 1  | 1  | 2  |
| 2015               | Словаччина         | ЧС                 | 9-е                | 6  | 1 | 0  | 1  | 0  |
| 2017               | Словаччина         | ЧС                 | 14-е               | 6  | 0 | 1  | 1  | 0  |
| 2018               | Словаччина         | ЧС                 | 9-е                | 7  | 0 | 0  | 0  | 0  |
| 2021               | Словаччина         | ЧС                 | 8-е                | 8  | 1 | 0  | 1  | 4  |
| 2022               | Словаччина         | ЧС                 | 8-е                | 8  | 0 | 1  | 1  | 0  |
| Молодіжна збірна   | Молодіжна збірна   | Молодіжна збірна   | Молодіжна збірна   | 18 | 1 | 10 | 11 | 6  |
| Національна збірна | Національна збірна | Національна збірна | Національна збірна | 35 | 2 | 2  | 4  | 4  |